# Suore dell'Istituto di Gesù, Maria e Giuseppe
Le Suore dell'Istituto di Gesù, Maria e Giuseppe (in portoghese Irmãs da Pia União Jesus, Maria e José) sono un istituto religioso femminile di diritto pontificio: i membri di questa congregazione pospongono al loro nome la sigla I.J.M.J.

## Storia
La congregazione venne fondata il 24 settembre 1880 nel villaggio portoghese di Goimei, presso Ribafeita (in diocesi di Viseu), da Rita Lopes de Almeida (1848-1913) con l'aiuto di padre Rodrigues Lapa, gesuita. Finalità dell'istituto erano l'istruzione delle ragazze povere, la riabilitazione delle prostitute e l'assistenza ai malati a domicilio.
L'istituto di Gesù, Maria e Giuseppe venne canonicamente eretto nel 1893 da Manuel Vieira de Matos, arcivescovo di Mitilene e ausiliare di Lisbona, e ricevette il pontificio decreto di lode il 10 maggio 1902.
Dopo la proclamazione della repubblica (1910), in Portogallo vennero soppresse le congregazioni religiose e le suore vennero costrette a rifugiarsi in Brasile, dove l'istituto ebbe un notevole sviluppo: solo nel 1934 vennero riaperte alcune case in patria.
La fondatrice è stata beatificata nel 2006.

## Attività e diffusione
Le Suore dell'Istituto di Gesù, Maria e Giuseppe si dedicano prevalentemente all'istruzione e all'educazione cristiana della gioventù.
Sono presenti in Portogallo, in Brasile, in Bolivia, in Paraguay, nell'Angola e in Mozambico: la sede generalizia è a Santo Amaro, presso San Paolo.
Al 31 dicembre 2005 l'istituto contava 175 religiose in 41 case.